# It's All About You (Not About Me)
It's All About You (Not About Me) är en låt med den amerikanska R&B-sångerskan Tracie Spencer, skriven av Heavyn Lumpkin och komponerad av produktionsduon Soulshock & Karlin för hennes tredje studioalbum Tracie (1999). Låten gavs ut som skivans ledande singel den 27 juni 1999, och märkte sångerskans övergång från tonårsstjärna till vuxen.
I den bas-orienterade låten sjunger sångerskan bittert om en självisk partner som hon tänker lämna då det enbart handlar om denne person. Låten blev en kritikerrosad succé och en framgångsrik "comeback" för Spencer. "It's All About You" klättrade till en 6:e plats på USA:s R&B-lista där den sammanlagt tillbringade 23 veckor. På Billboard Hot 100 klättrade singeln till en 18:e plats. 

## Musikvideo
Musikvideon för låten regisserades av Francis Lawrence och utspelar sig i en futuristisk miljö, förmodligen ett hus eller en lägenhet. I videon förstör sångerskan saker i lägenheten enbart med hjälp av tankekraft (telekinesi). 

## Listor
| Lista (2000)                                | Topposition |
| ------------------------------------------- | ----------- |
| Amerikanska Billboard Hot R&B/Hip-Hop Songs | 6           |
| Storbritanniens UK Singles Chart            | 65          |
| Amerikanska Billboard Hot 100               | 18          |